# Godfrey Ssali
Godfrey Ssali (ur. 6 lutego 1977) – ugandyjski piłkarz grający najczęściej na pozycji środkowego pomocnika. 